# Divinyi Béla
Divinyi Béla (Nyírbátor, 1943. június 23.) magyar nemzeti labdarúgó-játékvezető. Beceneve Kolbász volt. Polgári foglalkozása történelem szakos tanár.

## Pályafutása

### Labdarúgóként
1959-ben Nyírbátor felnőtt csapatában középhátvédként futballozott. Az NB. III-ból igazolta le az Újpesti Dózsa. Egy év után visszatért nevelő egyesületéhez, majd a Nyíregyháza Spartacus FC igazolta le. 1970-ig volt az élvonal játékosa. 1974-ig a debreceni MGM Vasas sportolója.

### Labdarúgó-játékvezetőként

#### Nemzeti játékvezetés
A játékvezetői vizsgát 1974-ben tette le, ezt követően megyéjében különböző labdarúgó osztályokban gyorsan megszerezte meg a szükséges tapasztalatokat, 1977-ben lett NB. II-es, országos játékvezető. A legmagasabb labdarúgó osztályban 1980-ban debütált, 1987-ben vonult vissza. Első ligás mérkőzéseinek száma: 71.
| Időpont            | Helyszín                   | Mérkőzés típusa           | Mérkőzés                                      | Eredmény |
| ------------------ | -------------------------- | ------------------------- | --------------------------------------------- | -------- |
| 1980. november 22. | Városi Stadion, Békéscsaba | első NB. I-es mérkőzése   | Békéscsaba 1912 Előre–Zalaegerszegi TE FC     | 1 : 0    |
| 1987. június 13.   | Városi Stadion, Békéscsaba | utolsó NB. I-es mérkőzése | Békéscsaba 1912 Előre SE–Szombathelyi Haladás | 1 : 0    |

#### Nemzetközi játékvezetés
A Magyar Labdarúgó-szövetség Játékvezető Bizottsága (JB) 1983-ban terjesztette fel nemzetközi játékvezetőnek, a Nemzetközi Labdarúgó-szövetség (FIFA) bíróinak keretébe. Több UEFA-kupa, Intertotó Kupa, nemzetek közötti válogatott és klubmérkőzésen volt játékvezető vagy partbíró. Az aktív nemzetközi játékvezetéstől 1986-ban  búcsúzott.

## Sportvezetőként
1985-től a Hajdú-Bihar Megyei Labdarúgó-szövetség Játékvezető Bizottság (JB) elnöke, az Magyar Labdarúgó Szövetség (MLSZ)  JB országos játékvezető ellenőre.

## Sikerei, díjai
A Hajdú-Bihar megyei Játékvezető Bizottság (JB) javaslatára 1978-ban a Kösztner Vilmos Vándorserleg-et nyerte el, mint az Év Játékvezetője.
1984-ben Szlávik András a Játékvezető Bizottság (JB) elnöke játékvezetői pályafutásának elismeréseként ezüstjelvény kitüntetésbe részesítette.

## Külső hivatkozások
- Divinyi Béla. eu-football.info. (Hozzáférés: 2011. december 28.)